# Louvet
Louvet es una localidad de Santa Lucía, que forma parte de los distritos de Dennery y Gros Islet.